# The Fulfillment
The Fulfillment è un cortometraggio muto del 1914 diretto da Henry MacRae.

## Produzione
Il film fu prodotto dalla Essanay Film Manufacturing Company.

## Distribuzione
Distribuito dalla General Film Company, il film - un cortometraggio di tre bobine - uscì nelle sale cinematografiche USA nel marzo 1914.